# Leucochesias
Leucochesias is een geslacht van vlinders van de familie spanners (Geometridae), uit de onderfamilie Ennominae.

## Soorten
- L. mesargyrata Mabille, 1889
- L. niveipennaria Maassen, 1890
- L. subnitens Herbulot, 1983